# Tresserve
Tresserve é uma comuna francesa na região administrativa de Auvérnia-Ródano-Alpes, no departamento de Saboia. Estende-se por uma área de 2,77 km². Em 2010 a comuna tinha 3 109 habitantes (densidade: 1 122,4 hab./km²).